# Palaui

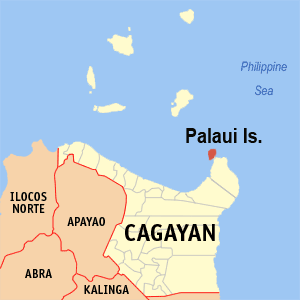
Localización de la isla de Palaui.

Palaui es una isla perteneciente al municipio filipino de Santa Ana de Cagayán perteneciente a  la provincia de Cagayán en la Región Administrativa de Valle del Cagayán, también denominada Región II.

## Geografía
La isla Palaui queda separada de la isla de Luzón por un estrecho canal, es de mediana altura, muy accidentada y de costas en general escarpadas: tiene sólo 5 millas de largo y 2,5 de ancho.
El cabo Engaño, situado en su extremo noroeste, es de regular altura, despide un arrecife de coral de corta extensión, delante del cual se ven dos rocas fuera del agua, conocidas como las Dos Hermanas; la situada más al norte tiene un cuarto de milla de ancho y se halla a media milla del cabo.
La costa oeste de la isla es escarpada y acantilada. En su punta sur se encuentra la isla de San Vicente,  un monte redondo y elevado.

## Medio Ambiente
La isla tiene la condición de Reserva marina Nacional.